# Ulea, Vaslui
Ulea este un sat în comuna Bogdănești din județul Vaslui, Moldova, România.
Nu te confunda cu Ulea, Murcia‎ , Spania.